# NGC 2277
NGC 2277 je otvoreni skup  u zviježđu Blizancima. 

## Vanjske poveznice
- SEDS: NGC 2277